# العلاقات البنينية السيراليونية
العلاقات البنينية السيراليونية هي العلاقات الثنائية التي تجمع بين بنين وسيراليون.

## مقارنة بين البلدين
هذه مقارنة عامة ومرجعية للدولتين:
| وجه المقارنة                                              | بنين            | سيراليون       |
| --------------------------------------------------------- | --------------- | -------------- |
| المساحة (كم2)                                             | 114.76 ألف      | 71.74 ألف      |
| عدد السكان (نسمة)                                         | 11.18 مليون     | 7.56 مليون     |
| الكثافة السكانية (ن./كم²)                                 | 97.42           | 105.38         |
| العاصمة                                                   | بورتو نوفو      | فريتاون        |
| اللغة الرسمية                                             | لغة فرنسية      | لغة إنجليزية   |
| العملة                                                    | فرنك غرب أفريقي | ليون سيراليوني |
| الناتج المحلي الإجمالي (بليون دولار)                      | 9.27 مليار      | 3.77 مليار     |
| الناتج المحلي الإجمالي (تعادل القوة الشرائية) بليون دولار | 22.38 مليار     | 10.13 مليار    |
| الناتج المحلي الإجمالي الاسمي للفرد دولار أمريكي          | 762             | 653            |
| الناتج المحلي الإجمالي للفرد دولار أمريكي                 | 2.03 ألف        | 1.97 ألف       |
| مؤشر التنمية البشرية                                      | 0.480           | 0.413          |
| رمز المكالمات الدولي                                      | +229            | +232           |
| رمز الإنترنت                                              | .bj             | .sl            |
| المنطقة الزمنية                                           | ت ع م+01:00     | 00             |

## منظمات دولية مشتركة
يشترك البلدان في عضوية مجموعة من المنظمات الدولية، منها:
| علم المنظمة | اسم المنظمة                                 | تاريخ انضمام بنين | تاريخ انضمام سيراليون |
| ----------- | ------------------------------------------- | ----------------- | --------------------- |
|             | البنك الإفريقي للتنمية                      | ?                 | ?                     |
|             | منظمة التعاون الإسلامي                      | ?                 | ?                     |
|             | منظمة الشرطة الجنائية الدولية               | ?                 | ?                     |
|             | الاتحاد البريدي العالمي                     | ?                 | ?                     |
|             | الاتحاد الأفريقي                            | ?                 | ?                     |
|             | منظمة التجارة العالمية                      | ?                 | ?                     |
|             | مؤسسة التنمية الدولية                       | 16 سبتمبر 1963    | 13 نوفمبر 1962        |
|             | مؤسسة التمويل الدولية                       | 5 فبراير 1987     | 10 سبتمبر 1962        |
|             | منظمة حظر الأسلحة الكيميائية                | ?                 | ?                     |
|             | الأمم المتحدة                               | 20 سبتمبر 1960    | 27 سبتمبر 1961        |
|             | الاتحاد الدولي للاتصالات                    | 1961              | 30 ديسمبر 1961        |
|             | البنك الدولي للإنشاء والتعمير               | 10 يوليو 1963     | 10 سبتمبر 1962        |
|             | مجموعة دول أفريقيا والكاريبي والمحيط الهادئ | ?                 | ?                     |
|             | المركز الدولي لتسوية المنازعات الاستشارية   | 14 أكتوبر 1966    | 14 أكتوبر 1966        |
|             | وكالة ضمان الاستثمار متعدد الأطراف          | 26 سبتمبر 1994    | 20 يونيو 1996         |
|             | يونسكو                                      | 18 أكتوبر 1960    | 28 مارس 1962          |